# A Berth Scandal
Pour plus de détails, voir Fiche technique et Distribution.
A Berth Scandal est un film américain réalisé par John Francis Dillon, sorti en 1917.

## Fiche technique
- Titre original : A Berth Scandal
- Réalisation : John Francis Dillon
- Photographie : Errol Hinds
- Production : Mack Sennett
- Société de production : Keystone
- Société de distribution : Keystone
- Pays de production :  États-Unis
- Langue originale : anglais
- Format : noir et blanc — 35 mm — 1,37:1 — Film muet
- Genre : Comédie
- Durée : une bobine (300 m)
- Date de sortie :
- États-Unis : 8 avril 1917
- Licence : domaine public

## Distribution
- John Francis Dillon
- Lillian Biron
- Howard Knoth
- Charles Bennett
- James Rowe
- Henry Kernan
- Nick Cogley
- William Colvin